# Is Marriage the Bunk?
Is Marriage the Bunk? è una comica muta del 1925 diretta da Leo McCarey con protagonista Charley Chase.
Il film fu pubblicato il 29 marzo 1925.